# Coppa del Kosovo 2023-2024
La Coppa del Kosovo 2023-2024 (Digitalb Kupës së Kosovës) è stata la 31ª edizione del torneo, l'ottava riconosciuta dalla UEFA, iniziata il 22 novembre 2023 e terminata il 22 maggio 2024. La squadra vincente ottiene la qualificazione per la UEFA Europa League 2024-2025.
Il titolo è stato vinto dal Ballkani, che ha celebrato la sua prima coppa nazionale dopo aver battuto il Prishtina ai rigori per 4-2 a seguito del 2-2 maturato durante i tempi supplementari.

## Squadre partecipanti
Alla coppa partecipano 34 squadre:
| Superliga 2023-2024                                                                                          | Liga e Parë 2023-2024 | Liga e Dytë 2023-2024    | Liga e Tretë 2023-2024 |
| --- | --- | ------------------------ | ---------------------- |
| - Ballkani - Drita - Dukagjini - Feronikeli - Fushë Kosova - Gjilani - Liria - Llapi - Malisheva - Prishtina | - 2 Korriku - Dinamo Ferizaj - Drenica - Ferizaj - Flamurtari Prishtina - Istogu - Kika - Phoenix - Prishtina e Re - Rahoveci - Ramiz Sadiku - Rilindja 1974 - Suhareka - Trepça - Trepça '89 - Ulpiana - Vëllaznimi - Vjosa - Vllaznia Pozheran - Vushtrria | - Behar - Dardania - KEK | - Istogu 03            |

## Calendario
Le squadre dei campionati inferiori (Liga e Dytë e Liga e Tretë) iniziano la competizione dal primo turno, mentre le squadre di Liga e Parë e Superliga entrano nella competizione ai sedicesimi di finale.
| Turno                | Date              | Incontri | Partecipanti |
| -------------------- | ----------------- | -------- | ------------ |
| Primo turno          | 22 novembre 2023  | 2        | 34 → 32      |
| Sedicesimi di finale | 5-8 dicembre 2023 | 16       | 32 → 16      |
| Ottavi di finale     | 3-4 febbraio 2024 | 8        | 16 → 8       |
| Quarti di finale     | 6-7 marzo 2024    | 4        | 8 → 4        |
| Semifinali           | 3-17 aprile 2024  | 2        | 4 → 2        |
| Finale               | maggio 2024       | 1        | 2 → 1        |

## Primo turno
Il sorteggio per il primo turno si è tenuto il 17 novembre 2023. Al primo turno partecipano 3 squadre di Liga e Dytë e una squadra di Liga e Tretë.
| Squadra 1        | Risultato | Squadra 2 |
| ---------------- | --------- | --------- |
| 22 novembre 2023 |           |           |
| Istogu 03        | 0 – 4     | Behar     |
| KEK              | 3 – 0     | Dardania  |

## Sedicesimi di finale
Il sorteggio per i sedicesimi di finale si è tenuto il 1º dicembre 2023. Vi prendono parte le 2 vincenti del primo turno, insieme con le squadre di Superliga e di Liga e Parë.
| Squadra 1            | Risultato       | Squadra 2     |
| -------------------- | --------------- | ------------- |
| 5 dicembre 2023      |                 |               |
| Llapi                | 4 – 1           | Phoenix       |
| Malisheva            | 3 – 2           | Kika          |
| 6 dicembre 2023      |                 |               |
| Flamurtari Prishtina | 0 – 3           | Dukagjini     |
| Rahoveci             | 0 – 2           | Prishtina     |
| Fushë Kosova         | 1 – 3           | 2 Korriku     |
| Vllaznia Pozheran    | 2 – 4           | Trepça '89    |
| Ramiz Sadiku         | 1 – 3           | Gjilani       |
| Feronikeli           | 2 – 0           | Istogu        |
| Dardania             | 0 – 9           | Drita         |
| Liria                | 2 – 2 (4-5 dtr) | Rilindja 1974 |
| Vëllaznimi           | 2 – 1           | Ferizaj       |
| Drenica              | 0 – 2           | Ballkani      |
| 7 dicembre 2023      |                 |               |
| Prishtina e Re       | 7 – 1           | Behar         |
| Suhareka             | 2 – 0           | Trepça        |
| Ulpiana              | 1 – 2           | Vjosa         |
| 8 dicembre 2023      |                 |               |
| Dinamo Ferizaj       | 1 – 0           | Vushtrria     |

## Ottavi di finale
Il sorteggio per gli ottavi di finale si è tenuto il 12 dicembre 2023.
| Squadra 1       | Risultato       | Squadra 2      |
| --------------- | --------------- | -------------- |
| 3 febbraio 2024 |                 |                |
| Gjilani         | 0 – 0 (1-4 dtr) | Prishtina      |
| Vjosa           | 4 – 1           | 2 Korriku      |
| Feronikeli      | 1 – 3           | Malisheva      |
| Suhareka        | 3 – 1           | Prishtina e Re |
| 4 febbraio 2024 |                 |                |
| Trepça '89      | 4 – 3 (dts)     | Llapi          |
| Drita           | 3 – 0           | Rilindja 1974  |
| Ballkani        | 1 – 0           | Vëllaznimi     |
| Dukagjini       | 1 – 0           | Dinamo Ferizaj |

## Quarti di finale
Il sorteggio per i quarti di finale si è tenuto il 14 febbraio 2024.
| Squadra 1    | Risultato       | Squadra 2  |
| ------------ | --------------- | ---------- |
| 6 marzo 2024 |                 |            |
| Prishtina    | 5 – 1           | Trepça '89 |
| Dukagjini    | 0 – 0 (3-4 dtr) | Drita      |
| 7 marzo 2024 |                 |            |
| Vjosa        | 0 – 1           | Suhareka   |
| Malisheva    | 0 – 3           | Ballkani   |

## Semifinali
Il sorteggio per le semifinali si è tenuto il 15 marzo 2024.
| Squadra 1 | Totale | Squadra 2 | Andata | Ritorno     |
| --------- | ------ | --------- | ------ | ----------- |
| Suhareka  | 2 - 3  | Ballkani  | 0 - 1  | 2 - 2       |
| Prishtina | 1 - 0  | Drita     | 0 - 0  | 1 - 0 (dts) |

## Finale
| Arbitro: | Genc Nuza |

|                                              |                      |                            |
| Hamidi 21’ Korenica 53’                      | Marcatori            | 78’, 83’ (rig.) Krasniqi   |
| Nazmi Gripshi Thaçi Dellova Tolaj Ismajlgeci | Tiri di rigore 4 – 2 | Krasniqi Bytqi Muja Nimani |